# Данливи, Майк (политик)
Майкл Джеймс Данливи (англ. Michael James Dunleavy; род. 5 мая 1961, Скрантон, Пенсильвания) — американский политик, член Республиканской партии США. Губернатор штата Аляска (с 2018).

## Биография
Получил степень бакалавра искусств по истории в католическом университете Мизерикордия (Пенсильвания) и степень магистра педагогики в Аляскинском университете в Фэрбанксе. С 1983 года живёт на Аляске, работал в государственных школах. В 2009—2012 годах входил в наблюдательный совет школьного округа долины Матануска-Суситна.
Сенатор Аляски с 2013 года — победил на выборах 6 ноября 2012 года в округе D, будучи единственным кандидатом. Получил 11724 голоса (94,24 %). 716 избирателей при голосовании вписали в бюллетени имена других кандидатов.
Выставил свою кандидатуру на выборах губернатора Аляски в 2018 году, где его основными соперниками стали действующий губернатор, независимый Билл Уокер и демократ, бывший сенатор США от Аляски Марк Бегич. Наименее популярным среди кандидатов считался Уокер, который фактически прекратил свою кампанию в октябре, но не снялся с выборов официально, хотя демократы добивались от него именно такого шага, поскольку он привлекал голоса в основном из традиционно демократического, а не республиканского электората. На выборах 6 ноября 2018 года победил Данливи.
Предвыборной кампанией Данливи руководил политический консультант Мэтт Ларкин, который контролировал расходование собранных финансовых средств. При этом только два донора, брат Данливи — Фрэнсис Данливи, и адвокат Боб Пенни пожертвовали 725 тыс. долларов (400 тыс. и 325 тыс. соответственно). В общей сложности кампания Майка Данливи получила 850 тыс. долларов, а Марка Бегича — 760 тысяч.
Церемония вступления в должность назначена на 3 декабря 2018 года в маленьком селении Нурвик.